# Nodar Gabunia
Nodar Gabunia (en géorgien : ნოდარ გაბუნია), né le 9 juillet 1933 à Tbilissi et mort le 31 août 2000 à Amsterdam, aux Pays-Bas, est un compositeur et pianiste géorgien.

## Biographie
Nodar Gabunia a étudié la musique au conservatoire d'État de Tbilissi en 1951. En 1954, il déménage et s'installe à Moscou où il poursuit sa formation de musicien au conservatoire Tchaïkovski de Moscou. Il étudia le piano avec Alexandre Goldenweiser et la composition avec Aram Khachaturian. Après l'achèvement de son éducation musicale en 1962, il a immédiatement commencé à enseigner au Conservatoire d'État de Tbilissi. En 1966, il est devenu chargé de cours et conférencier en 1976 professeur titulaire. En 1984, il accède au poste de recteur, qu'il a occupera jusqu'à sa mort.
À l'échelle internationale, il est intervenu comme conférencier invité au conservatoire royal de La Haye aux Pays-Bas.
Nodar Gabunia a également une activité comme pianiste de concert. Ses œuvres sont fortement influencées par la poursuite d'un langage musical d'origine géorgienne. Il a essayé de refléter le romantisme de la musique géorgienne et les influences européennes. En dehors de l'exercice de ses propres œuvres comme compositeur géorgien, son répertoire était plus large et incluait des œuvres de Jean-Sébastien Bach, de Beethoven, de Béla Bartók, de Prokofiev et bien d'autres compositeurs.
Il a travaillé temporairement en tant que fonctionnaire de l'Union soviétique. Au cours de sa vie, il a reçu des médailles et récompenses géorgiennes et internationales.
En 1973, il a remporté le Grand Prix de Compétition international de musique de l'Unesco.
Nodar Gabunia sera directeur du conservatoire d'État de Tbilissi de 1984 jusqu'à son décès en l'an 2000.
Nodar Gabunia est mort à Amsterdam, mais il a été enterré dans sa ville natale de Tbilissi.

## Œuvres musicales
Œuvres orchestrales
- Symphonie no 1 (1972, rév. 1974)
- Symphonie no 2 (1984)
- Symphonie no 3 "Sinfonia Gioconda" pour orchestre de chambre (1988)
- Poème-élégie pour orchestre de chambre (1963, rév. 1974)
- Concerto pour piano no 1 (1961)
- Concerto pour piano no 2 (1976)
- Concerto pour piano no 3 (1986)
- Concerto pour violon (1981)

Musique vocale
- "Kwarkare Tutaberi" comédie musicale (1973)
- "L'arbre gémit," comédie musicale (1979)
- "La Fable: Le constructeur du village" pour solistes et sept instruments (1964, rév 1984).

Musique de chambre
- Quatuor à cordes no 1 (1979)
- Quatuor à cordes no 2 (1982)
- Piano Trio (1997)
- " Adscharische Festive" pour Piano Trio (1998)
- Sonate pour violon (1961)
- Sonate pour trompette, piano et percussions (1980)

Musiques pour piano
- Sonate pour piano N°1 (1966)
- Sonate pour piano N°2 (1968)
- Sonate pour orgue (1987)
- Sonatine pour piano (1961)
- Improvisation et Toccata (1962)
- Pièces pour enfants